# Minimum-Maximum
Minimum Maximum CD este primul album live oficial lansat de Kraftwerk, pe 6 Iulie 2005, după aproape 35 ani de la prima prestație live a trupei. Albumul conține piese înregistrate în timpul turneului mondial 2004, incluzând concerte în Varșovia, Moscova, Berlin, Londra, Budapesta, Tallinn, Riga, Tokyo și San Francisco.
Ca și celelalte albume de studio, Minimum Maximum a fost lansat în două variante lingvistice diferite: germană și engleză. În orice caz, dintre cele 23 melodii de pe album, doar "Das Modell", "Radioaktivitat", "Trans Europa Express / Metall auf Metall", "Taschenrechner" și "Die Roboter" diferă între variante. Titlul albumului este un "extras" din versurile melodiei "Elektro Kardiogramm".
Albumul a fost lansat și în format DVD cu două discuri, cu sunet DTS 5.1, pe data de 5 decembrie 2005. De asemenea, o ediție specială sub forma unei cutii-set intitulată Notebook a fost lansată, și include cele două DVD-uri și cele două CD-uri, plus o carte comemorativă cu poze din concerte.
Melodia "Planet of Visions" apare pentru prima dată pe acest album, și este o versiune modificată a melodiei Expo 2000, bazată pe un remix din 2001 făcut de Underground Resistance. Cu alte cuvinte, melodia este un remix al unui remix.
Textul robotizat "Sellafield 2" de la începutul melodiei "Radioaktivitat" este inclus pentru prima oară pe setul de CD-uri și de DVD-uri. Intro-ul robotizat dinaintea melodiei "Die Mensch Maschine" este inclus doar la DVD-uri.
Minimum Maximum a fost nominalizat la Premiile Grammy pentru Cel Mai Bun Album Electronic/Dance în 2006.

## Lista melodiilor

### CD 1
1. Die Mensch Maschine - 7:55
2. Planet der Visionen - 4:45
3. Tour de France Etape 1 - 4:22
4. Chrono - 1:29
5. Tour de France Etape 2 - 4:48
6. Vitamin - 6:41
7. Tour de France - 6:18
8. Autobahn - 8:51
9. Das Modell - 3:41
10. Neonlicht - 5:58

### CD 2
1. Radioaktivitat - 7:41
2. Trans Europa Express - 3:21
3. Abzug - 1:40
4. Metall auf Metall - 4:28
5. Nummern - 4:27
6. Computerwelt - 2:55
7. Heimcomputer - 5:55
8. Taschenrechner - 2:58
9. Dentaku - 3:15
10. Die Roboter - 7:23
11. Elektro Kardiogramm - 4:41
12. Aero Dynamik - 7:14
13. Musik Non Stop - 9:51